# Alber Elbaz
Alber Elbaz (Casablanca, 12 giugno 1961 – Neuilly-sur-Seine, 24 aprile 2021) è stato uno stilista e imprenditore marocchino naturalizzato israeliano, direttore creativo di Lanvin a Parigi dal 2001 al 2015.

## Biografia
Alber Elbaz nacque a Casablanca, in Marocco, da una famiglia ebrea marocchina. La madre di Elbaz era una pittrice e suo padre un parrucchiere. Emigrò in Israele con la sua famiglia all'età di dieci anni e crebbe nella città di Holon. Dopo essere rimasta vedova, la madre divenne una cassiera per allevare i suoi quattro bambini (Alber aveva un fratello e due sorelle). Elbaz in seguito prestò servizio come soldato nelle Forze di Difesa Israeliane e successivamente studiò allo Shenkar College of Engineering and Design di Ramat Gan, in Israele. 
La madre incoraggiò il precoce interesse di Elbaz per la moda (egli aveva iniziato a disegnare abiti a sette anni) e gli diede 800 dollari quando nel 1985 si recò a New York City per formarsi artisticamente e professionalmente.
Fu direttore creativo di Lanvin a Parigi dal 2001 al 2015, dopo aver lavorato per Geoffrey Beene, Guy Laroche, Krizia e Yves Saint Laurent.
Nell'ottobre 2015, Elbaz annunciò di essere stato licenziato da Lanvin  dopo disaccordi con il principale azionista della società, Shaw-Lan Wang. Elbaz si lamentò anche della mancanza di strategia e degli investimenti mirati dell'azienda. Poco prima di essere estromesso, Elbaz aveva assunto Chemena Kamali da Chloé come responsabile del design femminile. Le vendite di Lanvin successivamente declinarono e il cinese Fosun alla fine acquistò la linea. Lo stilista quindi lavorò con vari marchi di moda, tra cui Converse e LeSportsac. Nel 2016, lanciò un profumo chiamato Superstitious, lavorando con Dominique Ropion per la ditta francese Editions de Parfums Frédéric Malle. Nel 2019 collaborò con l'azienda italiana Tod's, creando borse e mocassini.
Sempre nel 2019, unì le forze con Richemont fondando la propria linea, AZfashion, un marchio destinato a concentrarsi sullo "sviluppo di soluzioni per le donne dei nostri tempi". AZ Factory fu invece lanciata nel 2021, primo coinvolgimento di Richemont in un marchio emergente.
Dopo aver lasciato Lanvin, Elbaz disegnò tutti i costumi che Natalie Portman indossava nel film del 2016 A Tale of Love and Darkness, che aveva anche scritto e diretto.  Vestì anche molte altre donne famose come Nicole Kidman, Sofia Coppola, Demi Moore, Rihanna, Catherine Deneuve e Meryl Streep, che ritirò l'Oscar vinto per The Iron Lady indossando proprio un suo abito.
Elbaz è morto nell'aprile del 2021 all'American Hospital di Parigi per complicazioni da COVID-19. Aveva 59 anni.

## Vita privata
Dal 1993 ebbe per compagno di vita Alex Koo, direttore merchandising di Lanvin. Mentre Joel Arthur Rosenthal, il designer della linea di gioielli ultra lusso JAR, era il più caro amico di Elbaz.
Elbaz nelle interviste da lui concesse parlava spesso del suo sovrappeso e di come ciò influenzasse i suoi disegni. Nel 2009 disse al giornalista Ariel Levy: "Faccio le cose senza décolleté; nulla è trasparente... Sono in sovrappeso, quindi sono molto, molto consapevole di cosa mostrare e cosa non mostrare, e sono sicuro che c'è un enorme legame con l'essere un designer in sovrappeso e il lavoro che faccio. La mia fantasia è essere magri, vedi? Porto quella fantasia nella leggerezza: mi tolgo il corsetto e porto conforto e tutte queste cose che non ho. Quello che porto è tutto ciò che non ho. Questa è la fantasia".
Nonostante il plauso internazionale, Elbaz evitò sempre di entrare nei circoli delle celebrità, spesso attribuendo il suo lavoro a un "concierge in un buon hotel a Manhattan che ha trascorso le sue giornate lavorando con clienti famosi e ricchi, ma è tornato a casa di notte nei quartieri periferici". Era solito dire che questa distanza dalla "fantasia" della moda lo aveva aiutato a mantenere il potere nel suo lavoro.

## Premi e riconoscimenti
- 2005 - International Award, Council of Fashion Designers of America (CFDA)
- 2007 - Cavaliere della Légion d'Honneur[15]
- 2007 - Una delle 100 persone più influenti al mondo secondo Time[16]
- 2014 - Laurea honoris causa conferita dal Royal College of Art[17]
- 2015 - Superstar Award, Fashion Group International (FGI)
- 2016 – Ufficiale della Légion d'Honneur[18][19]